# Eric Mathoho
Eric Mathoho est un footballeur international sud-africain né le 1er mars 1990 à Thohoyandou. Il évolue au poste de défenseur à Kaizer Chiefs.

## Biographie

### En club
Il commence le football à Tshiombo XI Securitas et à Dolphins FC avant de rejoindre la formation de Bloemfontein Celtic. Il y commence sa carrière professionnelle en 2009. Il joue son premier match le 3 février 2010 contre Mamelodi Sundowns (0-0). Il marque son premier but le 27 février 2011 lors d'une victoire 5-0 face à Supersport United. Durant l'été 2011, il effectue un essai au FC Twente qui s'avère concluant mais le transfert, d'un million d'euros, n'a finalement pas lieu.
En juillet 2012, il rejoint Kaizer Chiefs. Il fait sa première apparition le 5 août en MTN 8 face à Mamelodi Sundowns (défaite 4-1). Il marque son premier but le 3 avril 2013 face à Maritzburg United (1-1). Lors de sa première saison, le club réalise le doublé coupe-championnat,. Lors de la saison 2014-2015, il remporte à nouveau le championnat ainsi que la MTN 8.

### En sélection
Il reçoit sa première sélection en équipe d'Afrique du Sud le 14 mai 2011, en amical contre la Tanzanie (victoire 1-0). Il marque son premier but le 14 octobre 2015 en amical face au Honduras (1-1). 
Il participe à la Coupe d'Afrique des nations 2015.
Il participe également au Championnat d'Afrique des nations des moins de 23 ans 2011 et aux Jeux Olympiques 2016 avec l'équipe d'Afrique du Sud olympique.

#### Buts en sélection
| N° | Date            | Lieu                                                     | Adversaire | Score | Résultat | Compétition |
| -- | --------------- | -------------------------------------------------------- | ---------- | ----- | -------- | ----------- |
| 1. | 14 octobre 2015 | Estadio Olímpico Metropolitano, San Pedro Sula, Honduras | Honduras   | 1–0   | 1–1      | Amical      |

## Palmarès
- Premier Soccer League
  - Champion : 2012-2013, 2014-2015
  - Vice-champion : 2013-2014[14]
- Coupe d'Afrique du Sud
  - Vainqueur : 2012-2013
  - Finaliste : 2018-2019[15]
- Telkom Knockout
  - Finaliste : 2015[16]
- MTN 8
  - Vainqueur : 2014
  - Finaliste : 2015[17]